# Dorymyrmex joergenseni
Dorymyrmex joergenseni is een mierensoort uit de onderfamilie van de Dolichoderinae. De wetenschappelijke naam van de soort is voor het eerst geldig gepubliceerd in 1917 door Bruch.